# Idaea mimosaria
Idaea mimosaria là một loài bướm đêm trong họ Geometridae.